# Stazione di Mele
Stazione di Mele vasútállomás Olaszországban, Mele településen.

## Vasútvonalak
Az állomást az alábbi vasútvonalak érintik:
- Asti–Genova-vasútvonal

## Kapcsolódó állomások
A vasútállomáshoz az alábbi állomások vannak a legközelebb:
- Stazione di Campo Ligure-Masone
- Stazione di Genova Acquasanta